# Aleksei Favorski
Aleksei Ievgràfovitx Favorski, (en rus Алексей Евграфович Фаворский) nascut a Pàvlovo, óblast de Nijni Nóvgorod, Rússia, el 20 de febrer de 1860 i traspassat a Sant Petersburg el 8 d'agost de 1945, fou un destacat químic orgànic rus/soviètic.

## Biografia
Favorski estudià química a la Universitat de Sant Petersburg entre el 1878 i el 1882. Treballà al laboratori d'Aleksandr Bútlerov durant una sèrie d'anys i després fou nomenat professor. El 1895 rebé el doctorat i fou nomenat professor de química tècnica. Treballà en el departament de nous productes inorgànics des del 1897, i fou el seu director des de 1934 fins al 1937. Per la seva millora de la producció de cautxú sintètic, Favorski fou guardonat amb el Premi Stalin el 1941.

## Obra
Favorski és conegut pel descobriment de dues reaccions de química orgànica: el reordanament de Favorski (reordenació de ciclopropanones i alfa-halocetones per a donar els àcids carboxílics derivats) i la reacció de Favorski (reacció nucleofílica d'un alquil terminal sobre un carbonil en medi bàsic).